# As It Is
As It Is (parfois stylisé en ΛS IT IS ou Λ\\ ) est un groupe de rock britannico-américain, originaire de Brighton, en Angleterre. Le groupe a été formé en 2012 et a signé chez Fearless Records le 2 octobre 2014. Il est composé du chanteur Patty Walters, du guitariste Ronnie Ish et du bassiste Alistair Testo. En 2023, ils comptent huit EP et 4 albums.

## Biographie

### Formation et premier album (2012-2016)
As It Is est formé au printemps 2012 par Patty Walters, né au Minnesota. Ce dernier publie une annonce sur le Join My Band pour trouver des musiciens intéressés pour faire partie de ce groupe de pop punk,. Andy Westhead et Patrick Foley ont répondu à l'annonce et ont été acceptés dans le groupe, ainsi que Benjamin Langford-Biss, que Patty Walters connaissait depuis l'université. Ce dernier est donc le seul membre américain de la formation. Le nom du groupe vient des paroles d'une chanson du groupe de hardcore straight edge américain Have Heart.
Depuis 2008, Patty Walters commence sa carrière de chanteur en publiant des reprises de chansons sur sa chaîne YouTube. Après la formation du groupe, le groupe travaille ensemble sur une reprise de Fat Lip de Sum 41. Alors que la carrière du groupe commence à décoller, Patty annonce dans une vidéo, intitulée A New Chapter, qu'il ferait une pause indéterminée sur la chaîne pour concentrer ses efforts sur As It Is. Il a depuis précisé qu'il n'avait pas l'intention de revenir sur YouTube. Le groupe joue dans des concerts locaux pendant les deux premières années. Ils sortent le 9 mars 2014 leur quatrième EP This Mind of Mine. Le groupe signe avec Fearless Records en octobre 2014, devenant ainsi le premier groupe britannique à signer sur le label. Les membres du groupe commence à travailler sur le premier album du groupe en 2014 en Floride avec le producteur James Paul Wisner. Alistair Testo rejoint la formation à la basse.
Le groupe joue toutes les dates de l'édition 2015 du Warped Tour. La même année, ils se produisent également Reading and Leeds Festivals au Royaume-Uni,. Une version deluxe de l'album sort le 8 avril 2016 comprenant le nouveau titre Winter's Weather et des versions acoustiques de Dial Tones, Cheap Shots and Setbacks et Concrete.

### okay., changements de line-up etThe Great Depression(2017-2020)
Leur deuxième album okay. sort le 20 janvier 2017. Celui-ci reprend une esthétique inspirée des années 1950, contrastant avec les thèmes plus sombres et personnels des paroles abordant des thèmes tels que la dépression ou l’anxiété. En octobre 2017, Andy Westhead annonce son départ du groupe en raison de sentiments et de différences qui se sont accumulés au cours des années.
En janvier 2018, le groupe enregistre son troisième disque au Texas et commence à teaser de nouveaux morceaux ainsi que des messages cryptés sur leurs réseaux sociaux. Ils sortent leur troisième album, The Great Depression, le 10 août 2018, comprenant les singles The Wounded World, The Stigma (Boys Don't Cry) et The Reaper, reprenant cette fois une esthétique beaucoup plus sombre. On peut également retrouver un duo avec le chanteur Aaron Gillespie du groupe Underoath sur le titre The Reaper.
Le 9 novembre 2018 sort la compilation Songs That Saved My Life du label Hopeless Records sur laquelle le groupe participe avec leur reprise du morceau Such Great Heights du groupe The Postal Service. Dans le cadre de cette compilation, Patty Walters a également été interviewée par Hopeless Records pour une campagne de prévention visant à inciter les enfants et les adolescents à demander de l'aide s'ils traversent des moments difficiles.En janvier 2019, le guitariste Ronnie Ish est annoncé comme membre officiel du groupe, il accompagnait le groupe sur certain concert depuis 2016.
Le groupe annonce la sortie de quatre EP comprenant des versions réarrangées des titres de leur album The Great Depression.
Le lundi 9 septembre 2019, As It Is annonce sur leurs réseaux sociaux le départ de Benjamin Langford-Biss. Le groupe annonce alors une tournée d'adieu en Europe pour son départ avec le groupe Miss Vincent,. Le mardi 29 décembre 2020, As It Is annonce sur Twitter que le batteur Patrick Foley quitte le groupe pour poursuivre une carrière de pompier.

### I Went to Hell and Back(2021-2024)
Le 27 mai 2021, le groupe sort son premier single en trio intitulé IDGAF, suivi du deuxième single I Lie to Me le 5 août. Les titres Ily, How Are You?, IDC, I Can't Take it, I Miss 2003 et In Threes sortiront également en single. On peut retrouver sur ce dernier morceau Cody Carson du groupe Set It Off et Jordy Purp en tant qu'invité. L'album I Went to Hell and Back est annoncé pour le 4 février 2022 toujours avec le label Fearless Records. On peut également retrouver le groupe The Word Alive sur le titre I Can't Feel a Thing.
En janvier 2024, Patty Walters annonce le hiatus du groupe par un post Instagram. 

### Réunion (depuis 2024)
En septembre 2024, le groupe annonce son retour avec la plupart des membres d’origine. Ils publient également en octobre la compilation A Decade Uneventful: Rarities from Blenheim Place, qui comprend des morceaux inédits, des démos, des versions acoustiques ou live de certains de leur titre. 

## Membres

### Membres actuels
- Patty Walters - chant (depuis 2012), guitare rythmique (2019-2020), batterie, percussions (depuis 2020)
- Alistair Testo - basse, chœurs (depuis 2014)
- Patrick Foley - batterie, percussions (2012-2020;2024)
- Benjamin Langford-Biss - guitare rythmique, chant (2012-2019;2024)

### Membres de tournée
- Maxx Danziger - batterie (depuis 2021)

### Anciens membres
- James Fox - basse (2012-2013)
- Andy Westhead - guitare solo, chœurs (2012-2017)
- Ronnie Ish - guitare solo, chœurs (2018-2023), guitare rythmique (2020-2023)

## Discographie

### Albums
- 2015 : Never Happy, Ever After
- 2017 : okay.
- 2018 : The Great Depression
- 2022 : I Went to Hell and Back

### EP
- 2012 : Two Track (2012)
- 2013 : Blenheim Place (2013)
- 2013 : Blenheim Place Acoustic (2013)
- 2014 : This Mind of Mine (2014)
- 2019 : Denial: Reimagined (2019)
- 2019 : Anger: Reimagined (2019)
- 2019 : Bargaining: Reimagined (2019)
- 2019 : Acceptance: Reimagined (2019)

### Apparitions
| Titre              | Artiste original     | Album                                        | Label               | Année de sortie |
| ------------------ | -------------------- | -------------------------------------------- | ------------------- | --------------- |
| The Only Exception | Paramore             | Rock Sound Presents: Worships and Tributes   | Rock Sound          | 2015            |
| She                | Green Day            | Green Day : American Superhits!              | Kerrang !           | 2016            |
| Such Great Heights | The Postal Service   | Songs That Saved My Life                     | Hopeless / Sub City | 2018            |
| Drown              | Bring Me The Horizon | Rock Sound: Worships and Tributes: Volume II | Rock Sound          | 2019            |
| Okay               | As It Is             | Punk goes Acoustic Vol. 3                    | Fearless            | 2019            |